# Sempre já
Sempre já é um termo filosófico concernente à percepção de fenômenos pela mente de um observador. Diz-se que as características de um fenômeno que parecem preceder qualquer percepção dele estão "sempre já" presentes.

## Desenvolvimento
"Sempre já" traduz literalmente a frase alemã immer schon que aparece com destaque em várias obras filosóficas do século XX, notadamente em Ser e Tempo de Martin Heidegger. A frase não é específica da filosofia em alemão, mas se refere a uma ação ou condição que continuou sem nenhum começo identificável. Heidegger usou a frase regularmente para indicar que o Dasein, a experiência humana da existência, não tem início separado do mundo em que se existe, mas é produzido nele e por ele.
Com a força da influência de Heidegger, filósofos franceses e depois ingleses adotaram a tradução literal da frase. Na tradição marxista, Louis Althusser observou que "os indivíduos são sempre-já sujeitos" dentro de uma estrutura ideológica antes de se perceberem como tal - na verdade, mesmo antes do nascimento. Durante o final do século 20, o termo se propagou em diversas áreas do discurso filosófico que incluem teoria literária, hermenêutica e desconstrução.